# 贾科莫·达·伦蒂尼
贾科莫·达·伦蒂尼（義大利語：Giacomo da Lentini，1210年—1260年），是13世纪意大利诗人。他是西西里詩派的资深诗人，神圣罗马帝国腓特烈二世时期的一名公证人。他还是一名十四行诗诗人。